# Ordem (bolsa)

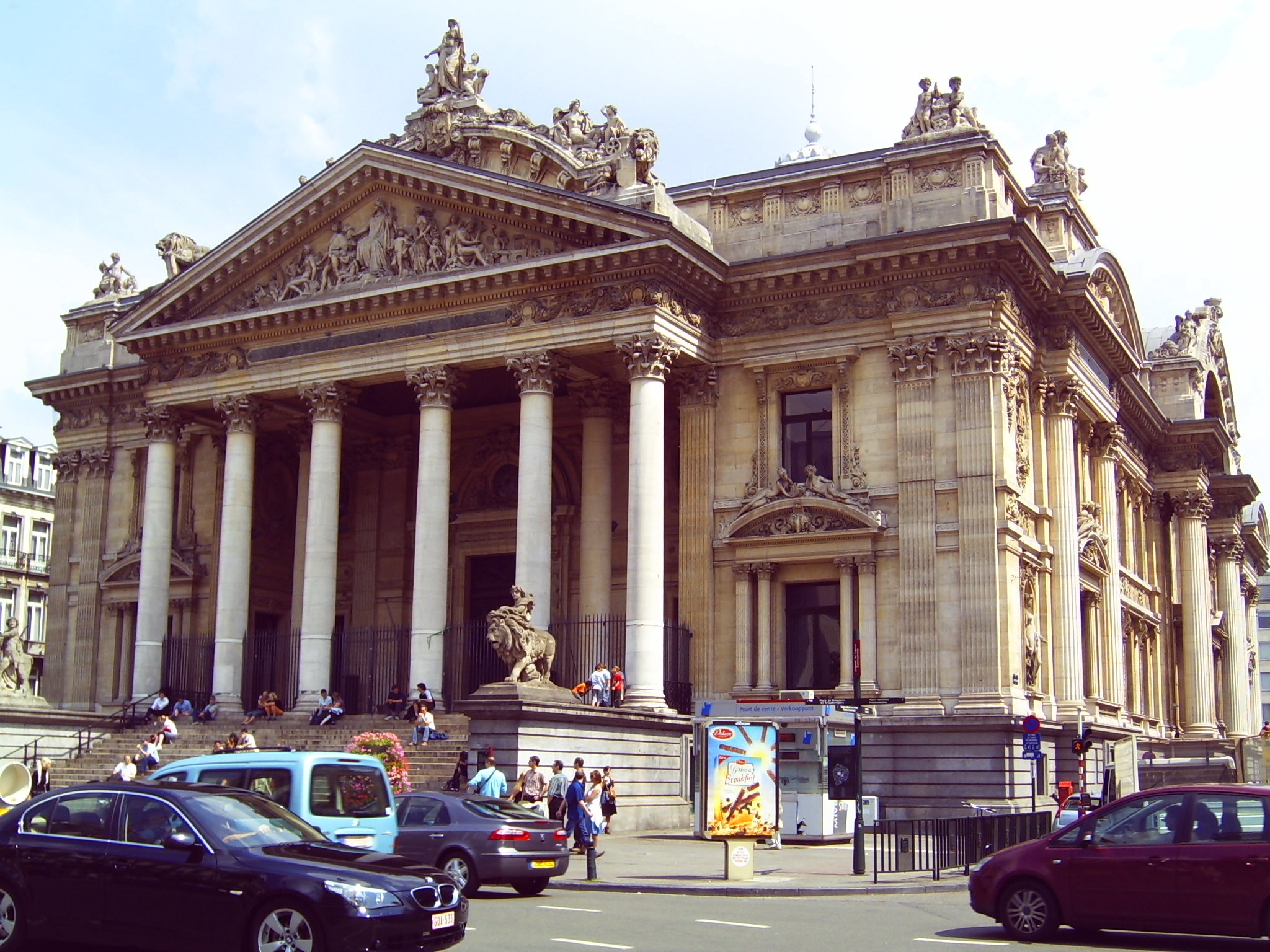
Bolsa de valores de Bruxelas

Uma ordem é uma instrução para comprar ou vender um ativo em um mercado financeiro, como bolsas de valores, Forex, entre outros. As instruções variam em complexidade, com controles sobre o preço, quantidade, e o momento a serem executadas.
Diferentes mercados de capitais possuem suporte a diferentes tipos de ordens. As ordens são comumente classificadas quanto a seu tipo e sua validade. O envio das ordens pode ser feito através de uma corretora de valores ou diretamente com o mercado através de DMA.

## Tipos
As ordens podem ser classificadas em dois principais tipos: De mercado e limitadas. Outros tipos existem, como as ordens stop e as ordens com quantidade aparente, sendo uma espécie de especialização das ordens de mercado ou limitadas. As ordens são classificadas ainda quanto a sua validade. Além de tipo e validade, há outros aspectos que determinam o comportamento da instrução sendo enviada, como fatores ao qual sua modificação está condicionada, no caso das ordens stop, e instruções de roteamento para diferentes mercados.

### Ordem de mercado
Uma ordem de mercado é uma ordem para comprar ou vender a ser executada imediatamente ao preço de mercado atual. Desde que haja um comprador ou vendedor interessado, uma ordem de mercado é preenchida, parcial ou totalmente. Desta forma, ordens de mercado priorizam tempo de execução a preço de execução. É o tipo de ordem mais simples e não permite controle sobre o preço de compra ou venda, sendo preenchida com o melhor preço disponível no momento no mercado.

### Ordem limitada
Ordem para comprar ou vender em um preço pelo menos tão bom quanto o preço limite, isto é, com controle de preço. A ordem pode nunca ser executada caso não haja uma oferta respectiva.

### Ordem stop
Uma ordem stop é um tipo de ordem condicional, diferenciando-se das ordens de mercado e limitadas.. Uma ordem stop envia uma ordem de mercado apenas após o ativo em negociação atingir determinado preço, chamado "preço de stop", não havendo, portanto, controle sobre o preço final a ser executado - este será o melhor disponível no mercado assim que o preço de stop for atingido. Ao se abrir ordens desse tipo o operador pode limitar sua perda máxima ao entrar comprado em uma negociação, vendendo um instrumento financeiro em sua posse caso seu preço atinja um determinado valor mínimo.
Por exemplo, se o operador cria uma ordem limite para a compra de uma certa quantidade de um determinado ativo a R$100, pode criar junto com tal ordem uma ordem stop ao preço de R$99,90, a fim de limitar suas perdas a dez centavos por unidade de ativo comprada, caso este desvalorize - se foram compradas 100 unidades a R$100, ao serem vendidas a R$99,90 no caso de uma queda no preços, as perdas são limitadas a dez reais. Neste caso, em que a ordem stop visa limitar as perdas, ela é chamada de ordem stop-loss. Caso sejam usadas a um preço superior, a fim de sair de uma operação com uma determinada margem de lucro na venda, chamam-se ordens stop-gain. A maioria das plataformas de negociação entendam a opção de target profit como uma ordem limitada.
Vale notar que caso o operador entre vendido na operação, o posicionamento das ordens stop é o inverso. Isto é, se entra-se vendido com uma ordem limitada em uma negociação, uma ordem stop-loss é uma ordem de compra com o preço acima do preço em que o ativo foi comprado, a fim de limitar as perdas no caso de zeragem - isto é, quando o operador tiver que recuperar a quantidade do ativo a seu preço atual para retorná-lo à entidade que lhe forneceu o ativo que ele não possuía para ele vender, recompensando tal agente com o eventual prejuízo advindo da diferença de valor do preço de venda e de compra posterior do ativo. Da mesma forma, numa posição em que o operador entra vendido, uma ordem de stop-gain tem seu preço abaixo daquele do preço de venda do ativo, a fim de garantir um lucro mínimo ao operador na zeragem.
Já as ordens stop-limit lançam ordens limite ao invés de ordens mercado quando o preço de stop é atingido.

#### Stop móvel e ordenspegged
Uma ordem stop móvel ou trailling stop é uma ordem em que o preço de stop acompanha automaticamente o preço de mercado do ativo em negociação, sempre de maneira favorável ao operador, ficando a uma certa margem do mesmo. Por exemplo, em uma posição em que o negociador entra comprado, o stop sempre sobe, e sempre fica abaixo (no caso de stop-loss) do preço de mercado do ativo no momento.
Uma ordem pegged é semelhante a uma ordem de stop móvel, mas é uma ordem limite que acompanha o preço de mercado, posicionada a n ticks de distância deste, movendo-se junto com este quando ele move-se favoravelmente. Por exemplo, uma ordem peg de compra com peg de R$1 cujo bid esteja, em um determinado momento, a R$10, será uma ordem limite de R$9. Já se o bid mover-se para R$11, o limite da ordem move para R$10. Caso o bid volte a ser R$10 (e caso haja quantidade suficiente ofertada), a ordem limite é executada.

### Ordem com quantidade aparente
Uma ordem com quantidade aparente (ou quantidade aberta) diferenciam-se dos outros tipos de ordem quanto a sua visibilidade. Dependendo do mercado, a quantidade ofertada em uma ordem pode não ser completamente exibida aos participantes. Em uma ordem "tudo ou nada", a quantidade ofertada só é exibida no mercado se existir uma oferta para cobri-la. Em uma ordem "iceberg", apenas uma parcela da quantidade total ofertada fica aparente ao mercado, o resto (que está "abaixo da superfície") aparece à medida em que a ordem iceberg é parcialmente preenchida.

## Validade
Os diferentes tipos de ordens possuem ainda diferentes validades (no ingês, time in force ou TIF), isto é, especificações de por quanto tempo a ordem permanece efetiva.
| Nome em português  | Nome em inglês      | Validade                                                        | Nomes alternativos | Siglas        |
| ------------------ | ------------------- | --------------------------------------------------------------- | ------------------ | ------------- |
| Para o dia         | Good for day        | Até o final do dia (do pregão)                                  | Day                | GFD           |
| Até cancelar       | Good 'til cancel    | Até ser cancelada, geralmente com um prazo máximo               | —                  | GTC           |
| Até a data         | Good 'til date      | Até a data especificada, possivelmente com um prazo máximo      | Datada             | GTD, DATADA   |
| Tudo ou nada       | Fill or kill        | Deve ser preenchida completamente e imediatamente, ou cancelada | —                  | FOK, TON      |
| Execute ou cancele | Immediate or cancel | Deve ser preenchida imediatamente, ou cancelada                 | Fill and kill      | IOC, EOC, FAK |

Alguns tipos de validade, como fill or kill e immediate or cancel podem ser vistos como classificações de forma de preenchimento das ordens ao invés de sua validade, apesar de, na prática, serem definidos como a validade da ordem.

## Outras instruções
Existem ainda outros tipos de ordens e de validades menos adotados, em especial devido a complexidade de algumas destas instruções - por exemplo, as ordens all or none, descritas abaixo, foram substituídas na NYSE, Euronext e ASX pelas ordens com validade fill or kill e immediate or cancel, descritas acima.
Dentre os tipos menos comuns encontram-se a "ordem casada", composta de duas ordens simultâneas, uma de compra e uma de venda, tal que ambas só devem ser executadas integral e simultaneamente, e as ordens on open, em que a ordem deve executar na chamada de abertura do mercado ou cancelada, on close, o equivalente para a chamada de fechamento, e good for auction, para chamadas de leilão. Há ainda as ordens all or none, que são idênticas às fill or kill, exceto que não há o requerimento de execução imediata, as ordens minimum volume, que são como as ordens all or none, mas com quantidade mínima especificada, e as must be filled, usadas no mercado de opções.

### OCO e OTO
Ordens do tipo one-cancels-other (OCO) são instruções utilizadas para criar duas ordens mutuamente excludentes, normalmente usadas para fechar uma posição. Por exemplo, se o operador possui uma posição comprada em aberto, ele pode lançar ordens stop-gain e stop-loss para garantir um lucro mínimo e uma perda máxima, respectivamente, em caso de volatilidade do mercado. Obviamente, ele não quer que ambas ordens stop sejam executadas (caso contrário inverteria sua posição), mas apenas uma delas, de acordo com a direção da variação inicial do mercado. Assim, pode utilizar-se de uma instrução one-cancels-other, tal que quando uma das ordens stop é executada, a outra é cancelada.
Um tipo semelhante é o one-triggers-other (OTO), em que a execução de uma ordem dispara a execução de outra. Por exemplo, no mesmo caso acima, o operador pode desejar que as ordens stop sejam criadas automaticamente no caso de execução de uma ordem limite inicial que abra sua posição. Esse tipo de ordem é utilizado em spread trading.

### Roteamento ecrossing
As ordens podem possuir ainda diferentes instruções de roteamento, isto é, terem seu envio redirecionado de forma condicional para diferentes mercados de capitais. Por exemplo, a NASDAQ possui opções de roteamento para enviar quantidades residuais de ordens parcialmente executadas para a NYSE ou AMEX. Instituições que negociam largas quantidades comumente o fazem fora de um mercado de ações público afim de reduzir o impacto de sua negociação no preço de mercado, o que historicamente é chamado de upstairs market (em inglês, "mercado do andar de cima"), uma vez que tais negócios aconteciam nos andares superiores das bolsas de valores. Uma tendência a partir da segunda década do século XXI é o roteamento automático destas ordens grandes para mercados fechados, e os sistemas que realizam-no são denominados sistemas de crossing.:16